# مخطمة حبلية
مخطمة حبلية (الاسم العلمي:†Rhynchonella funiculata) هي نوع منقرض من عضديات الأرجل تتبع جنس المخطمة من فصيلة المخطمات.